# 李全林
李全林（1949年7月—），男，汉族，江苏苏州人，中华人民共和国政治人物、第十一届全国人民代表大会江苏地区代表。

## 生平
1965年9月，南京药学院（现中国药科大学）附设药剂学校学习；1968年8月，留校待分配；1969年1月，沙洲县（现张家港市）医药公司工作，县制药厂技术员、车间主任；1973年9月，南京药学院（现中国药科大学）药学系药学专业学习。
1977年1月，吴县制药厂（现苏州第六制药厂）技术员、科长、副厂长，厂长、党支部书记；1986年1月，苏州市医药公司（市医药局）副经理（副局长），工程师；1987年4月，苏州市医药总公司（市医药局）总经理（局长）、党委副书记（1989年3-6月，省委党校中青年干部培训班学习）；1989年7月，苏州市经委副主任、党组副书记。
1990年10月，昆山市委副书记；1991年2月，昆山市委书记、市政协主席；1993年2月，昆山市委书记、市人大常委会主任（1995年6-12月，参加省高级管理人才经济研究班赴美国马里兰大学培训）；1996年9月，省计经委副主任、党组成员（1996年9月至1998年9月，南京大学MBA研究生课程进修班学习）。
1997年12月，中共盐城市委副书记、代市长；1998年1月，盐城市委副书记、市长（2000年3月至2001年1月，中央党校第十六期中青年干部培训班学习）。
2000年12月，中共常州市委副书记、代市长；2001年2月，常州市委副书记、市长；2001年8月，常州市委书记（2002年9月至2004年1月，省委党校在职研究生班学习）。
2003年2月起，江苏省人民政府副省长、省政府党组成员。2008年1月31日任江苏省人大常委会副主任、党组副书记。